# Co van Dixhoorn
Co van Dixhoorn (8 augustus 1928 – 28 maart 2005) was een Nederlands ambtenaar, werkzaam bij Rijkswaterstaat. 
Van Dixhoorn werd per 1 september 1973 benoemd als hoofd Arrondissement Rotterdamse Waterweg. Tijdens de aanleg van de havenmond bij Hoek van Holland besloot Van Dixhoorn overtollig zand achter de Noordpier bij Hoek van Holland in zee te spuiten. Het nieuwe stukje land van 150 ha. werd de Van Dixhoorndriehoek genoemd en ontwikkelde zich tot natuurgebied.Na zijn benoeming in 1975 als hoofd afdeling Havenmonden was Van Dixhoorn lid van de Stuurgroep Walradar (Nieuwe) Waterweg, die zich boog over de vervanging van het uit 1956 stammende systeem. Het nieuwe walradarsysteem zou 1 januari 1980 operationeel moeten zijn en een uitbreiding inhouden naar zee en naar enkele havenbekkens.
In 1976 volgde de benoeming als hoofdingenieur-directeur van de Directie Limburg van Rijkswaterstaat.
Van Dixhoorn werd per 1 mei 1981 benoemd tot directeur-generaal Rijkswaterstaat. Hij kreeg in die functie te maken met de bezuinigingsdrang van de eerste twee kabinetten-Lubbers die de vermindering van het financieringstekort als inzet van het beleid namen. Het terugdringen van de uitgaven maar ook een andere rol voor de overheid in het algemeen zorgde voor deregulering en privatisering van overheidstaken. De Dienst Informatieverwerking (DIV) die voor Rijkswaterstaat ICT-taken uitvoerde werd in 1990 geprivatiseerd. Ook was Rijkswaterstaat niet ‘in the lead’ bij het ontwerp en de aanleg van de Maeslantkering in de Nieuwe Waterweg. Een marktpartij kreeg in de jaren ’90 de opdracht zowel ontwerp als uitvoering voor zijn rekening te nemen met een toezichthoudende rol voor Rijkswaterstaat.
Co van Dixhoorn werd op 1 januari 1989 opgevolgd door dr. ir. Gerrit Blom.
- Virtual International Authority File: 29325440